# Synopsis universae philologiae

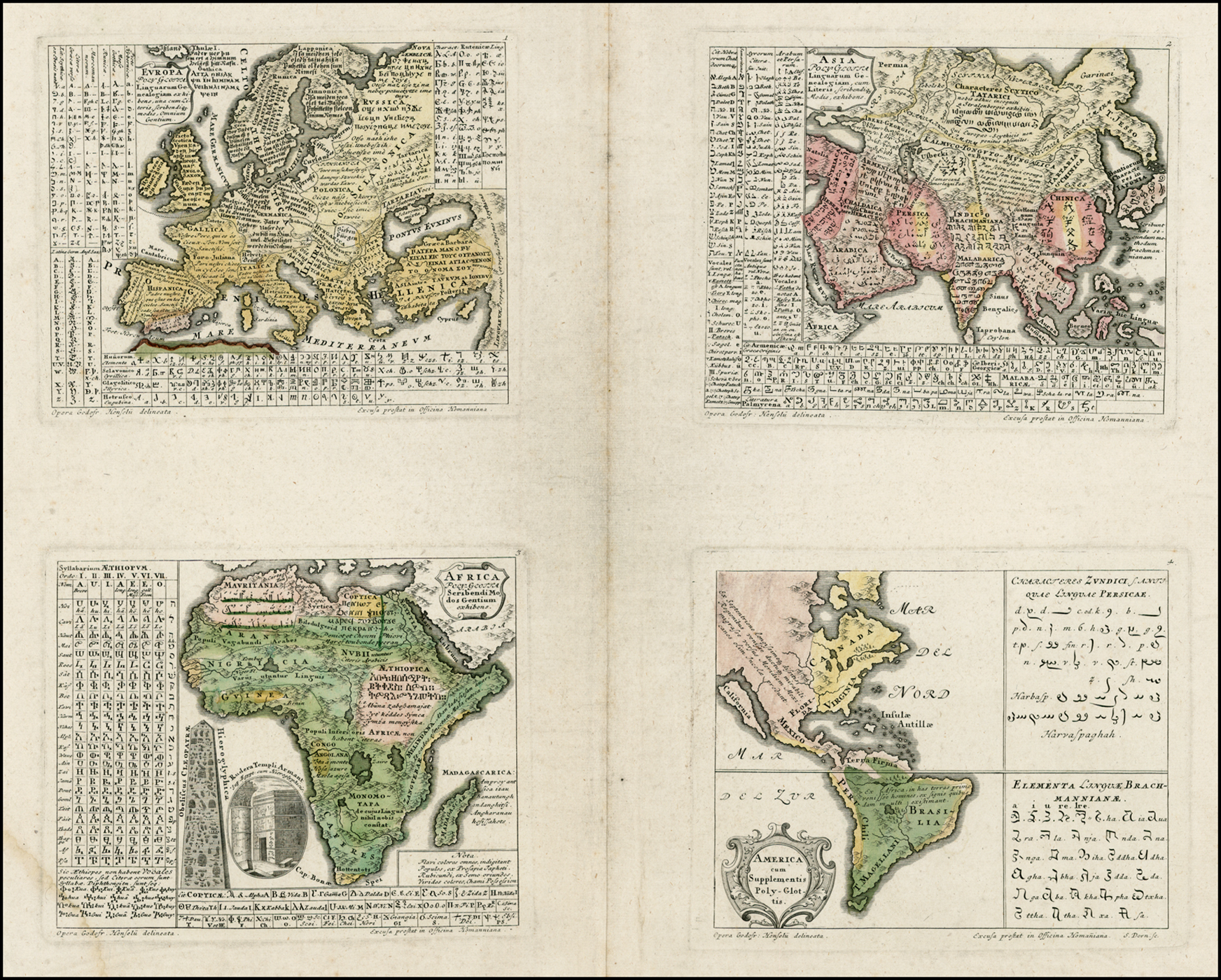
Четыре mappae geographico-polyglottae с первыми словами из молитвы «Отче наш» на разных языках и системах письма.

«Synopsis Universae Philologiae» — ранняя работа по сравнительному языкознанию, созданная Готфридом Хензелем (Gottfried Hensel, Godofredus Henselius, 1687—1767), священник Хиршберга, Нижняя Силезия. 
Полное название: «Synopsis universae philologiae: in qua: miranda unitas et harmonia linguarum totius orbis terrarum occulta, e literarum, syllabarum, vocumque natura & recessibus eruitur. Cum Grammatica, LL. Orient. Harmonica, Synoptice tractata; nec non descriptione Orbis Terr. quoad Linguarum situm & propagationem, mappisque geographico-polyglottis».
Была опубликована в 1741 году в Нюрнберге компанией картографа Иоганна Гоманна «Homann heirs». Второе издание вышло в 1754 году.

## Описание
В книге представлены все известные в то время языки мира и системы письма. В соответствии с представлениями того времени, из-за распространения мифа о Вавилонской Башне, Хензель пытался вывести все языки из библейского иврита, следуя идеям Пьера Бенье (Pierre Besnier) (1648—1705), которые тот изложил в «A philosophicall essay for the reunion of the languages, or, the art of knowing all by the mastery of one» (1675).
Содержит самые ранние лингвистические карты четырёх континентов «mappae geographico-polyglottae», на которых приводятся первые слова из молитвы «Отче наш» на разных языках и системах письма в соответствии с географическим распространением этого языка:
- Европа: «Europa Polyglotta, Linguarum Genealogiam exhibens, una cum Literis, scribendique modis, omnium gentium»
- Азия: «Asia Polyglotta, Linguarum Genealogiam cum Literis, scribundique Modis exhibens»
- Африка: «Africa Polyglotta Scribendi Modos Gentium exhibens»
- Америка: «America cum Supplementis Polyglottis»

Под каждой картой находятся алфавитные таблицы почти для всех известных письменных языков.
На картах также указаны направления миграций народов: о Бразилии написано, что первые люди пришли сюда из Африки.
На карте Африки снизу справа поясняется, что цвета на карте обозначают потомков трёх сыновей Ноя: Иафета («rubicundi» — розовый), Сима («oriundos» — жёлто-оранжевый), Хама («virides» — оливковый зелёный).
Это одни из самых первых карт, не касающиеся естествознания, и, вероятно, самые первые, в которых цвет используется для различения областей на тематической карте.

## Галерея

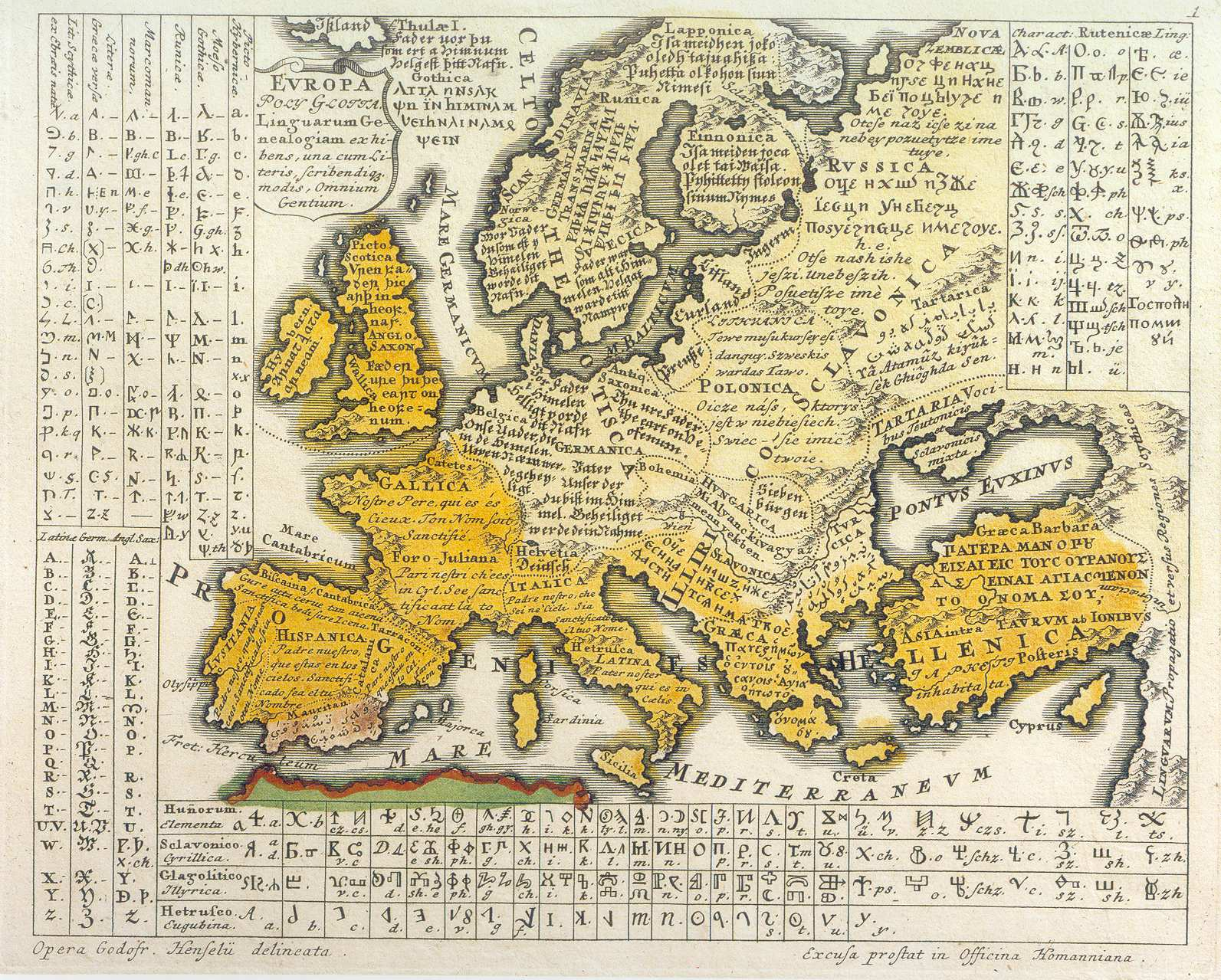
«Отче наш» на языках Европы
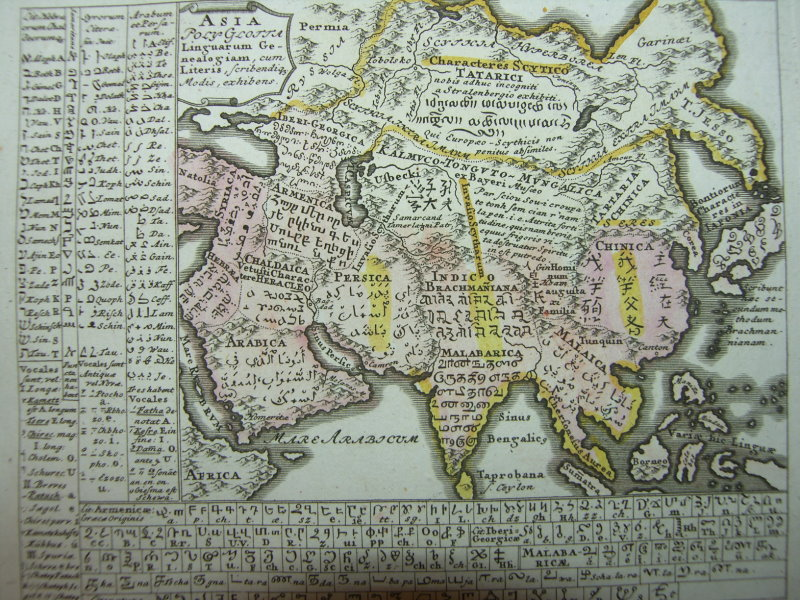
«Отче наш» на языках Азии